# 亚历山大·什利亚普尼科夫

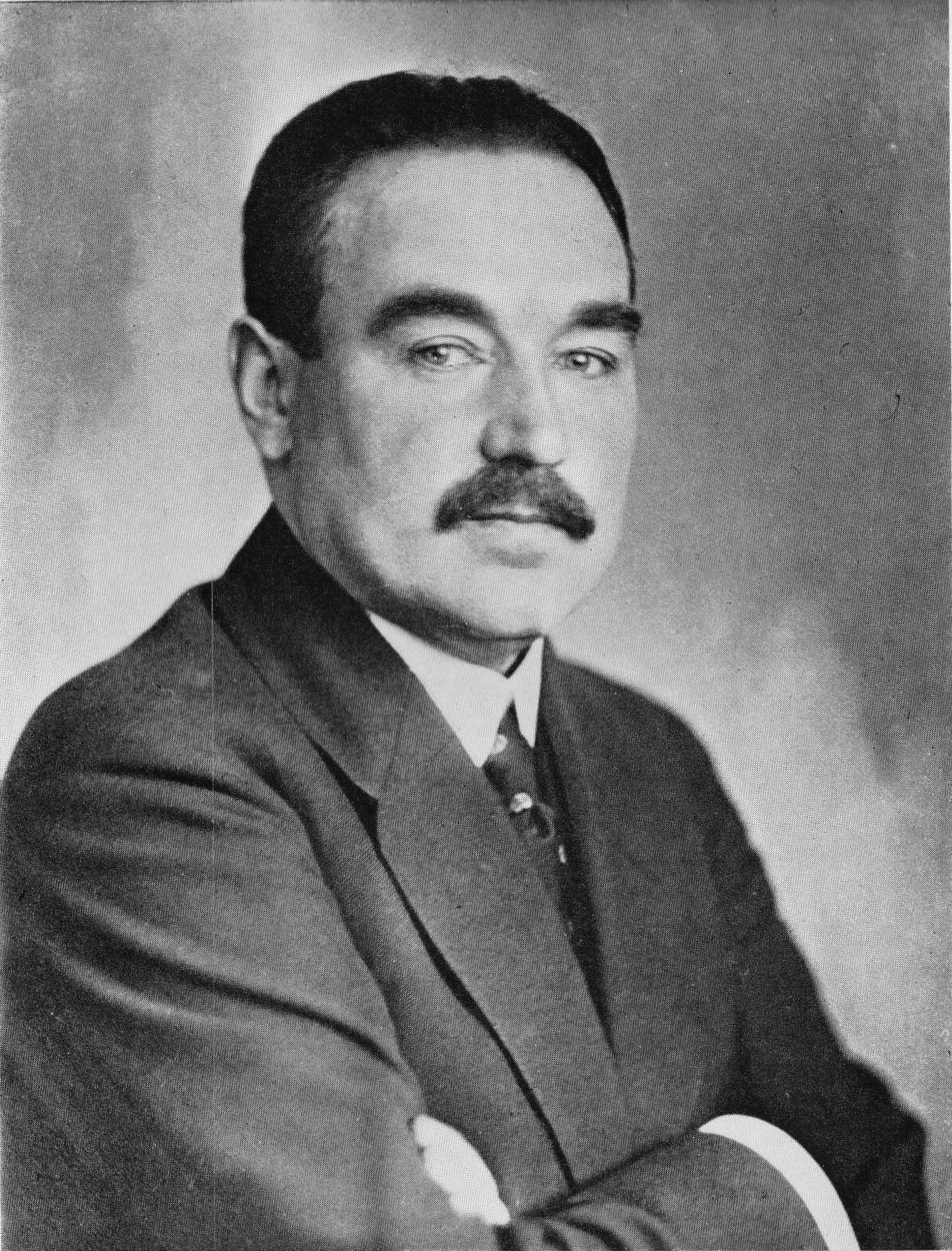
亚·加·什利亚普尼科夫

亚历山大·加夫里洛维奇·什利亚普尼科夫（俄语：Алекса́ндр Гаври́лович Шля́пников；1885年8月30日—1937年9月2日 ），旧译施略普尼柯夫，是一位俄罗斯共产主义革命家、铁匠、工会领导人。他因为1917年俄国的十月革命撰写回忆录而知名。俄共（布）党内“工人反对派”的组织者和领导人。

## 生平
1910年加入俄国社会民主工党，曾在莫斯科等地从事党的工作。1914年受党中央委派，建立俄共中央国外局、俄国局及彼得格勒委员会之间的联系。
二月革命后任彼得格勒党委委员和彼得格勒苏维埃执委会委员。
十月革命后，在苏俄人民委员会中任劳动人民委员，后任工商业人民委员。1918年任南方面军革命军事委员会委员、里海-高加索方面军革命军事委员会主席。1920年至1922年是俄共（布）党内“工人反对派”的组织者和领导人。1933年被开除出党。1937年被处决。1988年平反。